# 경주부사선생안
경주부사선생안(慶州府司先生案)은 대한민국 경상북도 경주시, 국립경주박물관에 있는 조선시대의 필사본 책이다. 2019년 10월 31일 대한민국의 보물 제2038호로 지정되었다.

## 지정 사유
'경주부사선생안(慶州府司先生案)'은 1523년(중종 18년) 경주부(慶州府)의 호장 김다경(金多慶)이 1361년(공민왕 10)에 작성된 고려시대 선생안 '경주사 수호장 행안(慶州司首戶長行案)'을 바탕으로 편찬한 구안(舊案)과 1741년(영조 17) 이정신(李廷臣) 등이 작성하여 1910년까지 경주부사를 역임한 인물들을 추록한 신안(新案)으로 이루어진 2종 2책의 선생안이다.
'선생안(先生案)'은 해당 관청에서 근무한 역대 관리들의 직함과 이름을 기록한 명부이다. 호장으로 부임한 연도와 업무를 맡은 날짜 등이 상세히 기록되어 있어 해당 관청의 행정과 인사(人事), 인물사 연구에 매우 귀중한 사료로 평가받고 있다. 선생안은 지역을 달리해 여러 자료가 남아있으나, 이 '경주부사선생안'은 현존하는 선생안 중 제작시기가 가장 빠르고, 내용상 고려시대부터 1910년에 이르기까지 역사적 완결성이 뛰어나며 장정 형식과 크기 등에서 단연 돋보이는 유물이다.
'경주부사선생안' 구안은 1281년(충렬왕 7) 호장 김성비(金成庇)부터 1713년에 임명된 최준위(崔浚渭)에 이르기까지 수록되었고, 신안은 1628년(인조 6)에 부임한 이인(李仁)에서 시작해 1910년 호장을 역임한 최병교(崔炳敎)를 마지막으로 추록하였다. 호장마다 직함과 이름 아래에 작은 글씨로 4대조(四代祖), 인신(印信)을 받은 날자[掌印年月日], 대궐에 숙배(肅拜)한 사실[詣闕肅拜], 관복 하사[紅鞓下賜] 등의 내용이 상세히 기록되어 있다.
따라서 이 선생안은 고려 말~20세기 초에 이르는 약 630년 동안 경주에 부임한 호장들의 명단을 망라한 자료라고 할 수 있으며, 당대 정치․문화사적으로 위상이 높았던 명인(名人)들이 다수 수록되어 있고 서문(序文)에는 이두(吏讀)가 혼용되어 있어 당대 인물사 및 국어사 자료로서 의미가 크다.
구안은 고려시대 선생안 내용이 반영된 현존하는 가장 오래된 선생안이라는 사실, 신안은 추록을 통해 구안을 보완해 주는 자료라는 측면에서 연속성을 가지고 있다는 점이 가장 중요한 특징이다. 아울러 조선왕실에 간행한 의궤(儀軌)에 버금가는 지질ㆍ규격ㆍ장황(粧䌙)을 갖추고 있어 중앙에서 파견된 관찰사 명단인『경상도영주제명기(慶尙道營主題名記)』와 비교해도 형태서지학적으로 손색이 없다.
이처럼 '경주부사선생안'은 고려 말~조선시대 인사행정과 인물사 연구를 위한 역사적․학술적 의의가 매우 큰 자료이므로 보물로 지정해 보존할 가치가 충분하다.

## 참고 자료
- 경주부사선생안 - 국가유산청 국가유산포털